# Zapornik
Zapornik (tudi okluziv, eksploziv) je v glasoslovju pljučni soglasnik, pri katerem je glasovna cev zaprta, tako da je pretok zraka onemogočen, zapori pa običajno sledi nenadna sprostitev zračnega toka.
Zapora se lahko ustvari s konico ali robom jezika ([t], [d]: jezik ob notranjo stran zgornjih zob in ob spodnji del dlesni), telesom jezika ([k], [ɡ]: zadnji del jezika ob mehko nebo), ustnicami ([p], [b]) ali glasilkami ([ʔ]). Zaporniki se razlikujejo od nosnikov, pri katerih je glasovna cev zaprta, vendar se pretok zraka nadaljuje skozi nos, kot npr. pri /m/ in /n/; ter od pripornikov, pri katerih delna zapora ovira pretok zraka v glasovni cevi, vendar ga ne ustavi popolnoma.
V slovenščini so zaporniki  nezvočniki p/b, t/d in k/g.

## Izgovorjava
Zapornik se običajno obravnava v treh stopnjah:
1. približevanje, med katerim se mesta izgovorjave (artikulatorji) približajo
2. zapora, med katero so artikulatorji pri miru in zapirajo zračni tok
3. sprostitev, ko se artikuliatorji ločijo in sprostijo stisnjen zrak

Nujna je le stopnja zapore. Zapornik lahko nima približevanja, če je pred njim soglasnik, ki vključuje zaporo na istem mestu izgovorjave, kot [d] v end ali old. V mnogih jezikih, kot sta malajščina in vietnamščina, končni zaporniki v besedi nimajo nenadne sprostitve, tudi če jim sledi samoglasnik, ali pa imajo nosno sprostitev (odporo).
Nekoliko podobno velja za nosne zapornike. Pri približevanju artikulatorjev in med zaporo se pretok zraka nadaljuje skozi nos; ni nenadne sprostitve, končni nosniki pa se v večini jezikov običajno ne sproščajo.
Pri zlitnikih sta približevanje artikulatorjev in zapora podobna zaporniku, sproščanje pa priporniku. To pomeni, da so zlitniki zaporniško-priporniške oblike.

## Najpogostejši zaporniki
Vsi govorjeni naravni jeziki na svetu imajo zapornike in večina ima vsaj nezveneče zapornike [p], [t] in [k]. Vendar obstajajo tudi izjeme: V pogovorni samoanščini ni koronalnega [t], v več severnoameriških jezikih, kot so severni irokeški in južni irokeški jeziki (npr. čerokijski jezik), ter v arabščini pa ni ustničnega [p]. Pravzaprav so ustniki najmanj ustaljeni med nezvenečimi zaporniki v svetovnih jezikih, saj je brezpogojna glasovna sprememba [p] → [f] (→ [h] → Ø) precej pogosta tudi v nesorodnih jezikih, saj je do nje prišlo na primer v zgodovini klasične japonščine, klasične arabščine in prakeltščine. Uradna samoanščina ima samo eno besedo z mehkonebnim [k]; pogovorna samoanščina združuje /t/ in /k/ v /k/. Ni'ihavska havajščina ima [t] za /k/ v večji meri kot standardna havajščina, vendar nobena ne razlikuje /k/ od /t/. Morda bi bilo natančneje reči, da havajščina in pogovorna samoanščina ne razlikujeta mehkonebnih in koronarnih zapornikov, kot pa da nimata ene ali druge. Ontena Gadsup ima le en glasilčni zapornik /ʔ/. Yanyuwa razlikuje zapornike na 7 mest izgovorjave /b d̪ d ḏ ɖ ɡ̟ ɡ̠/ (nima nezvenečih zapornikov), kar je največ od vseh jezikov.

## Razvrščanje

### Zvenečnost
Zveneči zaporniki se izgovarjajo s tresenjem glasilk, nezveneči zaporniki pa brez njega. Zaporniki so običajno nezveneči in mnogi jeziki, kot sta npr. kitajščina in havajščina, imajo samo nezveneče zapornike. Drugi, kot je tudi večina avstralskih jezikov, so nedoločljivi: zaporniki lahko nihajo med zvenečimi in nezvenečimi brez razločevanja; nekateri, kot sta jezika yanyuwa in yidiny, pa imajo samo zveneče zapornike.

### Pridihnjenost (ang. aspiration)
Pri pridihnjenih zapornikih so glasilke ob sprostitvi umaknjene. Pri predsamoglasniškem pridihnjenem zaporniku (zapornik, ki mu sledi samoglasnik ali zvočnik) se čas, ko se začnejo tresti glasilke, podaljša, dokler se glasilke ne zbližajo dovolj, da pride do zvena, in se navadno začne z pridihom. Trajanje med sprostitvijo zapornika in začetkom zvena imenujemo nastop zvenečnosti ali interval pridiha. Visoko pridihnjeni zaporniki imajo dolgo pridihno obdobje, tako da je pred začetkom samoglasnika dolgo obdobje nezvenečega pretoka zraka (glasniški [h]). Pri nepridihnjeni nezveneči zapornikih (tenuis) se glasilke zbližajo za zven takoj po sprostitvi in pridiha je malo ali ga sploh ni (zven nastopi skoraj takoj). V angleščini se lahko pojavi kratek odsek dahnjenega zvena, ki zapornik opredeli kot nezveneči, ne pa zveneči zapornik. Pri naglašenih zapornikih so glasilke pred sprostitvijo nastavljene za zven in se pogosto tresejo med celotno zaporo, v angleščini pa zven po sprostitvi ni dihnjen. Zapornik imenujemo "popolnoma zveneč", če je zveneč med celotno zaporo. V angleščini pa začetni naglašeni zaporniki, kot sta /#b/ ali /#d/, v času zapore lahko tudi nimajo naglasa ali pa se naglas začne tik pred sprostitvijo in se nadaljuje po sprostitvi, zaporniki na koncu besed pa so običajo popolnoma nezveneči: V večini angleških narečij so končni /b/, /d/ in /g/ v besedah, kot so rib, mad in dog, popolnoma nezveneči. Nezveneči zaporniki na začetku besede, kot je p v besedi pie, so pridihnjeni, pri čemer se ob sprostitvi čuti izdih zraka, medtem ko so zaporniki za s, kot v spy, nezveneči nepridišniki (tenuis). Ko govorimo v bližini plamena sveče, bo plamen po izgovorjavi (angleških) besed par, tar in car bolj trepetal v primerjavi z besedami spar, star in scar. V običajni izgovarjavi angleške besede papa je začetni p pridihnjen, medtem ko srednji p ni.

### Dolžina
Pri dolgem/dvojnem soglasniku zapora traja dlje kot pri enostavnih soglasnikih. V jezikih, kjer se zaporniki razlikujejo le po dolžini (npr. arabščina, ilvanščina/Ilwana, islandščina), lahko dolgi zaporniki trajajo tudi do trikrat dlje kot kratki zaporniki. Italijanščina je znana po svojih dolgih zapornikih, saj dvojni t v imenu Vittoria traja prav toliko časa kot ct v angleškem imenu Victoria. Tudi v japonščini je veliko dolgih soglasnikov, na primer v enostavnem paru 来た kita 'prišel' in 切った kitta 'rezati'.
Upoštevati je treba, da je veliko jezikov, v katerih se značilnosti glasu, zračne podpore in dolžine medsebojno poudarjajo; in v takih primerih je morda težko določiti, katera od teh značilnosti prevladuje. V takih primerih se za zračno podporo ali dalšanje/podvajanje včasih uporablja izraz (vsaj v angleščini) fortis, medtem ko se za enojne, šibke ali zveneče zapornike uporablja (vsaj v angleščini) izraz lenis. Vendar se je potrebno zavedati, da sta izraza fortis in lenis slabo opredeljena in da se njun pomen razlikuje od vira do vira.

### Nosniškost
Enostavni nosniki se od zapornikov razlikujejo le po spuščenem mehkem nebu, kar omogoča, da zrak med zaporo uhaja skozi nos. Nosniki zvočno spadajo med zvočnike, saj imajo nemoten zračni tok in so skoraj vedno zveneči, izgovorno pa so nezvočniki, saj pride do popolne zapore ustne votline. Izraz okluziv se lahko uporablja kot skupni izraz za nosnike in zapornike.
Prednosniški zapornik se začne s spuščenim mehkim nebom, ki se med zaporo dvigne. Najbližji primeri v angleščini so soglasniški sklopi, kot je [nd] v besedi candy, vendar imajo mnogi jeziki prednosniške zapornike, ki glasovno delujejo kot posamezni soglasniki. Svahili je znan po tem, da se besede začenjajo s prednosniškimi zaporniki, kot je ndege 'ptica'; v mnogih jezikih južnega Tihega oceana, kot je fidžijski, pa se te besede pišejo celo z eno samo črko: b [mb], d [nd].
Zanosniški zapornik se začne z dvignjenim mehkim nebom, ki se med zaporo spusti. To povzroči slišno nosniško sprostitev, kot npr. v angleški besedi sudden. To bi lahko primerjali tudi s sklopom /dn/, ki ga najdemo v ruščini in drugih slovanskih jezikih, kar je razvidno iz imena reke Dneper.
Upoštevajte, da se izraza prednosniškost (ang. prenasalization) in zanosniškost (ang. postnasalization) običajno uporabljata le v jezikih, v katerih so ti glasovi glasniški: torej niso ovrednoteni kot zaporedje zapornik + nosnik.

### Načini zračnega toka
Zaporniki se lahko izvedejo na več kot en način zračnega toka. Običajni način je pljučni izdih, tj. zrak se izstiska iz pljuč. Vsi jeziki imajo pljučne zapornike. Nekateri jeziki imajo tudi zapornike, ki se izgovarjajo na druge načine: izdišne zapornike (glasilčni izdih), vdišne zapornike (glasilčni vdih) ali klike (jezični vdih).

### Napenjanje
Zapornik fortis se tvori z večjo mišično napetostjo kot zapornik lenis. Vendar je to težko izmeriti, zato je dejanski način domnevnih fortis ali lenis soglasnikov še vedno del razprave.
V korejskem jeziku obstaja vrsta zapornikov, včasih zapisanih s simbolom MFA za izdišne glasove, ki se tvorijo s "togo zvenečnostjo", kar pomeni, da je krčenje glasilk večje kot pri običajni tvorbi nezvenečih zapornikov. Posredni dokaz za togo zvenečnost so naslednji samoglasniki, ki so višji kot tisti, ki sledijo drugim zapornikom. Višjo frekvenco razlagamo kot posledico napetosti glasilk. Drugi takšni tipi glasov so še dihajoči glas oz. mrmranje, šibki glas in pokajoči glas.

## Prečrkovanje
Sledeči zaporniki so v MFA dobili posebna znamenja.
| ⟨p⟩ | nezveneči dvoustnični zapornik                   | ⟨b⟩ | zveneči dvoustničnni zapornik      |
| ⟨t⟩ | nezveneči dlesnični zapornik                     | ⟨d⟩ | zveneči dlesnični zapornik         |
| ⟨ʈ⟩ | nezveneči retrofleksni (krčenje jezika) zapornik | ⟨ɖ⟩ | zveneči retrofleksni zapornik      |
| ⟨c⟩ | nezveneči trdonebni zapornik                     | ⟨ɟ⟩ | zveneči trdonebni zapornik         |
| ⟨k⟩ | nezveneči mehkonebni zapornik                    | ⟨ɡ⟩ | zveneči mehkonebni zapornik        |
| ⟨q⟩ | nezveneči jezičkov/uvularni zapornik             | ⟨ɢ⟩ | zveneči jezičkov/uvularni zapornik |
| ⟨ʡ⟩ | epiglotalni zapornik                             |     |                                    |
| ⟨ʔ⟩ | glasilčni zapornik                               |     |                                    |

### Slovenščina
| [p t k] | nezveneči, zračno podprti na začetku besede, tenuis v sklopih za s, na koncu besede pogosto brez slišne sprostitve zraka   |
| [b d ɡ] | zračno nepodprti, delno zveneči na začetku besede, popolnoma zveneči med samoglasniki, popolnoma nezveneči na koncu besede |
| [ʔ]     | glasilčni zapornik, v večini narečij ni glasnik                                                                            |

### Različice
Številne podrazvrstitve zapornikov se zapisujejo tako, da se zgornjim simbolom MFA doda ločilno ali drugo znamenje.
| ⟨t⟩  | nezveneč | ⟨d⟩  | zveneč          |
| ⟨t˭⟩ | tenuis   | ⟨tʰ⟩ | zračno podprt   |
|      |          | ⟨dʱ⟩ | dahnjeno-zveneč |

| ⟨t⟩  |              | ⟨d⟩ | plučni izdih |
| ⟨tʼ⟩ | izdišni glas | ⟨ɗ⟩ | vdišni glas  |
| ⟨!⟩  | klik         |     |              |

| ⟨ⁿd⟩ | prednosniški | ⟨dⁿ⟩ | nosniška sprostitev |

| ⟨d̥⟩ | lenis: ⟨d⟩ z znamenjem za nezvenečnost | ⟨t͈⟩ | napet | ⟨tt dd⟩⟨tː dː⟩ | dolg/podvojen |

## Izrazi v angleščini
Izrazi stop, occlusive, in plosive se pogosto uporabljajo izmenično. Jezikoslovci, ki jih razlikujejo, se morda ne strinjajo glede razlikovanja. Izraza se nanašata na različne lastnosti soglasnika. "Stop" se nanaša na onemogočen pretok zraka. "Occlusive" se nanaša na izgovorjavo, ki zapira glasovno cev. "Plosive" se nanaša na (nenadno) sprostitev soglasnika. Nekateri nasprotujejo uporabi izraza "plosive" za neslišno sproščene zapornike, ki jih lahko namesto tega imenujemo "applosives". Mednarodno glasoslovno združenje in Mednarodno združenje za klinično glasoslovje in jezikoslovje uporabljata izraz "plosive".

Kot splošni izraz se lahko uporabljata bodisi "occlusive" bodisi "stop", ki skupaj z nosniki zajemata tudi ostalo. To pomeni, da je "occlusive" lahko opredeljen kot ustni zapornik (plosives in affricates) ter nosni zapornik (nosniki, kot so [m], [n]), "stop" pa kot ustni stop (zaporniki) ter nosni stop (nosniki). Ladefoged in Maddieson (1996) raje uporabljata izraz "stop" za ustne nezlite zapornike. Po njunem mnenju
»nekateri jezikoslovci to, kar imenujemo preprosto nosniki, imenujejo nosni stopi. Angleži se temu izrazu izogibajo in raje pridržujemo izraz 'stop' za glasove, pri katerih je pretok zraka popolnoma prekinjen.«
Poleg tega izraz "plosive" omejujejo na pljučne soglasnike; "stopi" v njihovi rabi vključujejo izdišne (ejektivne) in vdišne (implozivne) soglasnike.
Če se izraz, kot je "plosive", uporablja za ustne nezlite nezvočnike in nosnike, se ne imenujejo nosni stopi, potem lahko stop pomeni glasilčni (glottal) stop; "plosive" lahko pomeni celo neglasilčni stop. V drugih primerih pa je lahko beseda "plosive" omejena na glasilčni stop. Na splošno plosives nimajo nenadne sprostitve zraka. V angleščini na primer obstajajo plosives brez slišne sprostitve, kot je /p/ v apt. Vendar pa imajo angleški plosives nenadno sprostitev v drugih okoljih.
V stari grščini je bil izraz za zapornike ἄφωνον (áphōnon), kar pomeni "neizgovorljiv", "brezglasen" ali "nemi", saj zapornikov ni bilo mogoče izgovoriti brez samoglasnika. Ta izraz se je v latinščini povzel kot mūta, od tam pa je bil izposojen v angleščino kot mute. Mute se je včasih namesto tega uporabljal za nezveneče soglasnike, bodisi za zapornike bodisi pripornike, kar je pozneje nadomestil izraz surd iz latinskega surdus "gluh" ali "tih", ki ga še vedno občasno zasledimo v literaturi.